# Selina Egle
Selina Egle (* 15. Jänner 2003) ist eine österreichische Rennrodlerin. Zusammen mit ihrer Doppelpartnerin Lara Kipp wurde sie 2024 und 2025 Weltmeisterin im Doppelsitzer.

## Werdegang und Karriere

### Juniorin
Selina Egle gab ihr internationales Debüt im Rahmen des Junioren-A-Weltcups in der Saison 2017/18. Nach einem 16. Rang beim ersten Rennen in Oberhof konnte sie sich bei den folgenden beiden Rennen an selber Stelle sowie am Königssee immer weiter bis auf Rang 13 steigern. Die schwächste Saisonleistung erreichte sie ausgerechnet bei ihrem ersten Heimrennen in Igls, bei dem sie nur 25. wurde. Im folgenden Rennen an selber Stelle konnte sie sich wieder um zehn Plätze verbessern und erreichte im letzten Saisonrennen in Winterberg als Neunte erstmals eine einstellige Platzierung. Unter vielfach und bis zu drei Jahre älteren Rodlerinnen konnte sie sich am Ende mit 146 Punkten und damit einem weniger als ihre Mannschaftskameradin Lisa Lerch auf dem 13. Rang der Gesamtwertung platzieren.

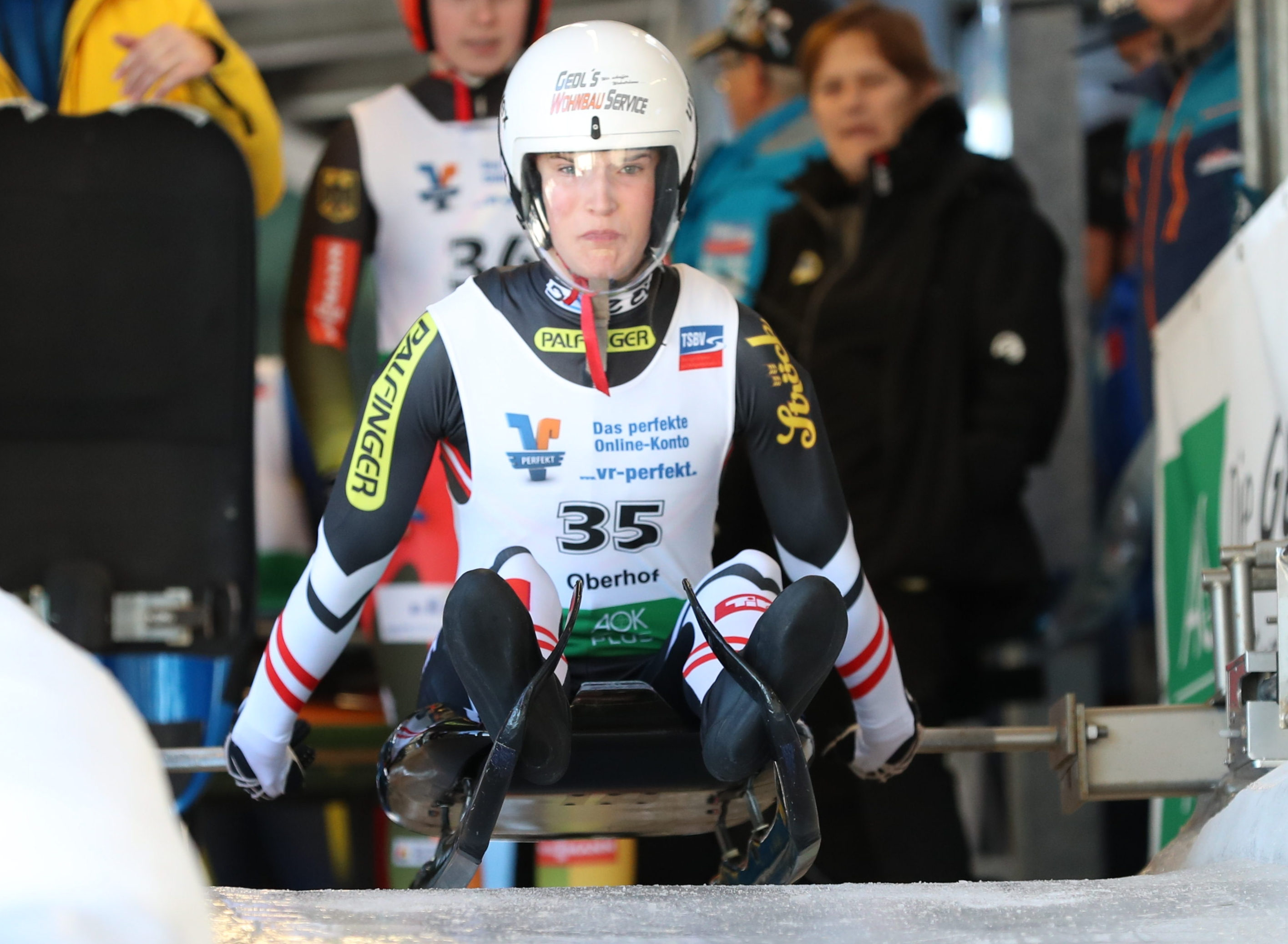
Egle am Start den Jugend-A-Weltcuprennens in Oberhof, Februar 2019

Die Saison 2018/19 begann Egle erst nach dem Jahreswechsel, die Rennen der ersten Saisonhälfte in Nordamerika bestritt sie nicht. Somit gab sie ihr Saisondebüt im Jugend-A-Weltcup erst in St. Moritz, wo sie Fünfte wurde. Daran schlossen sich die Juniorenweltmeisterschaften 2019 in Igls an, Egle wurde hier gemeinsam mit Lara Kipp im Doppelsitzerrennen eingesetzt. Es war das erste Mal seit sehr langer Zeit, dass von der Möglichkeit weiblicher Teilnahmen in diesem Wettbewerb Gebrauch gemacht wurde, da diese Disziplin ab der folgenden Saison für weibliche Teilnehmer eingeführt werden sollte. Egle/Kipp platzierten sich als eines von vier weiblichen Doppeln direkt vor den Kanadierinnen Natalie Corless und Caitlin Nash sowie die Italienerinnen Nadia Falkensteiner und Katharina Putzer auf dem 13. Platz unter 24 teilnehmenden Doppeln. Es folgten die Plätze neun in Winterberg und 14 in Oberhof im Jugend-A-Weltcup. Zudem startete sie mit Kipp bei den beiden letzten Rennen in der ersten Saison der weiblichen Doppelsitzer und belegte in Winterberg und Oberhof die Ränge zwei hinter Jessica Degenhardt und Vanessa Schneider sowie drei hinter Degenhardt/Schneider und Anka Jänicke/Saskia Schirmer. In der Gesamtwertung der Einsitzer wurde sie 13., bei den Doppelsitzerinnen bei nur zwei von sechs gefahrenen Saisonrennen Sechste.
Auch 2019/20 fuhr Egle sowohl die Einsitzer- wie auch die Doppelsitzer-Wettbewerbe. Zunächst fuhr sie im Jugend-A-Weltcup. Zum Saisonauftakt wurde sie bei ihren beiden Heimrennen in Igls jeweils Siebte. Es folgten zwei Rennen am Königssee, bei denen sie Vierte und Fünfte wurde. In Altenberg wurde sie schließlich zum ersten Mal im Einsitzer im Weltcup der Juniorinnen eingesetzt und wurde Zehnte. Im Doppel begannen Egle/Kipp die Saison als Vierte und Zweite hinter Luisa Romanenko und Pauline Patz in Igls, Dritte und Zweite hinter Degenhardt/Schneider am Königssee, in Altenberg erneut Zweite hinter Degenhardt/Schneider und wurden beim Saisonfinale Fünfte in Winterberg. Hinter Degenhardt/Schneider wurden sie Zweite in der Gesamtwertung der Rennserie, bei den A-Jugend-Einsitzern wurde sie Achte und bei den Einsitzern der Juniorinnen 31. Höhepunkt der Saison und der bisherigen Karriere sollten die Olympischen Jugend-Winterspiele 2020 von Lausanne werden, deren Rodelwettbewerbe in St. Moritz stattfanden. Egle galt in beiden Wettbewerben als Mitfavoritin, insbesondere bei den Doppelsitzern galten sie als potentielle Siegfahrerinnen. Für die kleine Eröffnungsfeier in St. Moritz kam sie als österreichische Fahnenträgerin zum Einsatz. Beim Training stürzte sie jedoch und brach sich den Mittelfußknochen. Während bei den Einsitzern Madlen Loß nachnominiert wurde, trat kein Doppelsitzer an. Damit konnte auch keine österreichische Staffel eingesetzt werden.
2017 und 2018 startete Egle beim FIL-Sommerrodel-Cup in Ilmenau.
National gewann Egle 2011, 2012 und 2013 die Rennen in der Schülerinnen-, 2015, 2016 und 2017 in der Jugendklasse sowohl die Titel bei den Österreichischen als auch den Tiroler Meisterschaften.

### Frauen
Aufgrund der COVID-19-Pandemie wurden in der 2020/21 alle Rennen bei den Juniorinnen und der Jugend gestrichen. Das führte dazu, dass einige besonders talentierte Nachwuchsrodler- und Rodlerinnen vergleichsweise frühzeitig zu ersten Einsätzen im A-Weltcup kamen. Nachdem zu Saisonbeginn ihre Mitstreiterin von den Olympischen Jugendspielen, Barbara Allmaier, in Igls erstmals im Weltcup antreten durfte, wurde Egle erstmals nach dem Jahreswechsel am Königssee eingesetzt. Als Elfte des Nationencup-Rennens schaffte sie auch ohne Probleme die Qualifikation für das Hauptrennen, in dem sie auf den 23. Platz fuhr. Im selben Rennen schaffte ihre Schwester es, nachdem sie bis dahin mehrfach knapp daran gescheitert war, als Drittplatzierte auf das Podium zu fahren. Für Selina Egle folgte nach diesem Ergebnis und einer schwächeren Leistung Allmaiers bei der Weltcup-Station Igls II die Nominierung für die Weltmeisterschaften 2021 am Königssee. Dort verpasste sie die Qualifikation für den Sprint und wurde in der klassischen Disziplin 21., was Platz 9 in der U23-Wertung bedeutete. Beim Weltcup-Saisonfinale in St. Moritz–Celerina gelang ihr mit einem 16. Platz knapp die Qualifikation für das Weltcup-Rennen, in dessen Rahmen sie bei widrigen Witterungsbedingungen Elfte wurde und damit unter anderem Olympiasiegerin Natalie Geisenberger hinter sich lassen konnte. Die Weltcup-Gesamtwertung beendete sie bei zwei Rennen mit 52 Punkten auf Platz 39, im Nationencup mit 59 Punkten auf Platz 40.
Die 2021/22 begann Egle mit dem vorolympischen Weltcup in Yanqing, wo sie es schaffte, sich als 12. sogleich für das Weltcuprennen zu qualifizieren, in dem sie 20. wurde. In Igls schaffte sie als 13. des Weltcups erstmals den Sprung in das Sprint-Rennen, bei dem sie mit Rang sechs ihr bis dahin bestes Ergebnis in einem Weltcuprennen erreichte. Gegen Ende der Saison wurde Egle nochmals bei den Juniorinnen eingesetzt. Sowohl bei den Junioren-Europameisterschaften in Bludenz als auch bei den Junioren-Weltmeisterschaften in Winterberg erreichte sie sechste Plätze. Die Qualifikation für einen der drei österreichischen Startplätze für die Olympischen Winterspiele von Peking als eine der vier Kandidatinnen neben ihrer Schwester sowie Lisa Schulte und Hannah Prock verpasste sie, auch bedingt durch die Doppelbelastung der Matura in der Saison.

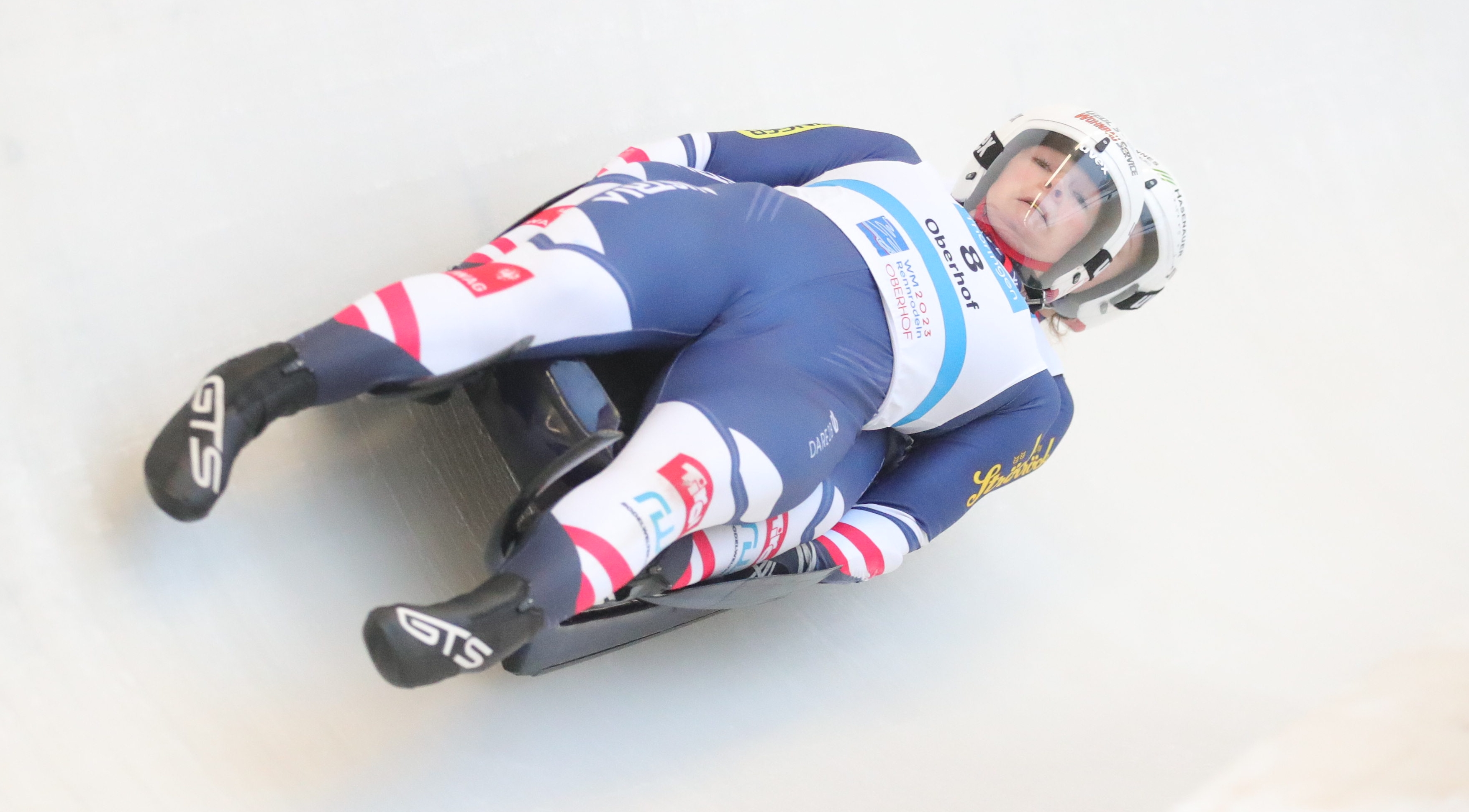
Egle und Kipp während den Weltmeisterschaften 2023 in Oberhof

Im Wettbewerb der Frauen-Doppelsitzer, der erst in der vorherigen Saison eingeführt wurde, gewann sie zu Beginn der Saison 2022/23 zusammen mit Lara Kipp ihre ersten beiden Weltcuprennen auf ihrer Heimbahn in Igls. Bei den Europameisterschaften 2024 wurde sie zusammen mit ihrer Schwester Madeleine, Thomas Steu, Wolfgang Kindl, Jonas Müller und Lara Kipp Europameisterin in der Teamstaffel.

## Persönliches
Egle ist die jüngere Schwester der Rodlerin Madeleine Egle und Großnichte der früheren Rennrodel-Gesamtweltcupsiegerin Angelika Schafferer.

## Statistik

### Ergebnisse bei Meisterschaften
| Jahr | Olympische Spiele | Olympische Spiele | Olympische Spiele | Olympische Spiele | Olympische Spiele | Olympische Spiele | Weltmeisterschaften | Weltmeisterschaften | Weltmeisterschaften | Weltmeisterschaften | Weltmeisterschaften | Weltmeisterschaften | Weltmeisterschaften | Weltmeisterschaften | Weltmeisterschaften | Weltmeisterschaften | Europameisterschaften | Europameisterschaften | Europameisterschaften | Europameisterschaften | Europameisterschaften | Europameisterschaften | Europameisterschaften | Europameisterschaften |
| Jahr | Olympia           | Olympia           | Olympia           | Jugendspiele      | Jugendspiele      | Jugendspiele      | A-WM                | A-WM                | A-WM                | A-WM                | A-WM                | U23-WM              | U23-WM              | Juniorinnen         | Juniorinnen         | Juniorinnen         | A-EM                  | A-EM                  | A-EM                  | U23-EM                | U23-EM                | Juniorinnen           | Juniorinnen           | Juniorinnen           |
| Jahr | 1er               | 2er               | Team              | 1er               | 2er               | Team              | 1er                 | 1er-Sp              | 2er                 | 2er-Sp              | Team                | 1er                 | 2er                 | 1er                 | 2er                 | Team                | 1er                   | 2er                   | Team                  | 1er                   | 2er                   | 1er                   | 2er                   | Team                  |
| ---- | ----------------- | ----------------- | ----------------- | ----------------- | ----------------- | ----------------- | ------------------- | ------------------- | ------------------- | ------------------- | ------------------- | ------------------- | ------------------- | ------------------- | ------------------- | ------------------- | --------------------- | --------------------- | --------------------- | --------------------- | --------------------- | --------------------- | --------------------- | --------------------- |
| 2018 |                   |                   |                   | 0/                | 0/                | 0/                | 0/                  | 0/                  | 0/                  | 0/                  | 0/                  | 0/                  | 0/                  |                     |                     |                     |                       |                       |                       | 0/                    | 0/                    |                       |                       |                       |
| 2019 | 0/                | 0/                | 0/                | 0/                | 0/                | 0/                |                     |                     |                     |                     |                     |                     |                     |                     | 13.                 |                     |                       |                       |                       | 0/                    | 0/                    |                       |                       |                       |
| 2020 | 0/                | 0/                | 0/                |                   |                   |                   |                     |                     |                     |                     |                     |                     |                     |                     |                     |                     |                       |                       |                       |                       |                       |                       |                       |                       |
| 2021 | 0/                | 0/                | 0/                | 0/                | 0/                | 0/                | 21.                 |                     |                     |                     |                     | 9.                  |                     |                     |                     |                     |                       |                       |                       |                       |                       |                       |                       |                       |
| 2022 |                   |                   |                   | 0/                | 0/                | 0/                | 0/                  | 0/                  | 0/                  | 0/                  | 0/                  | 0/                  | 0/                  | 6.                  |                     |                     |                       |                       |                       |                       |                       | 6.                    |                       |                       |

### Platzierungen in Gesamtwertungen
| Saison  | Weltcup        | Weltcup        | Weltcup        | Weltcup        | Weltcup        | Weltcup        | Weltcup        | Weltcup        | Weltcup       | Weltcup       | Weltcup       | Weltcup       | Nationencup | Nationencup | Nationencup | Nationencup | Jugend A-Weltcup | Jugend A-Weltcup | Jugend A-Weltcup | Jugend A-Weltcup | Juniorinnen-Weltcup | Juniorinnen-Weltcup | Juniorinnen-Weltcup | Juniorinnen-Weltcup |
| Saison  | Gesamt-Weltcup | Gesamt-Weltcup | Gesamt-Weltcup | Gesamt-Weltcup | Einzel-Weltcup | Einzel-Weltcup | Einzel-Weltcup | Einzel-Weltcup | Sprintweltcup | Sprintweltcup | Sprintweltcup | Sprintweltcup | Nationencup | Nationencup | Nationencup | Nationencup | Jugend A-Weltcup | Jugend A-Weltcup | Jugend A-Weltcup | Jugend A-Weltcup | Juniorinnen-Weltcup | Juniorinnen-Weltcup | Juniorinnen-Weltcup | Juniorinnen-Weltcup |
| Saison  | Einzel         | Einzel         | Doppel         | Doppel         | Einzel         | Einzel         | Doppel         | Doppel         | Einzel        | Einzel        | Doppel        | Doppel        | Einzel      | Einzel      | Doppel      | Doppel      | Einzel           | Einzel           | Doppel           | Doppel           | Einzel              | Einzel              | Doppel              | Doppel              |
| Saison  | Pl             | Pu             | Pl             | Pu             | Pl             | Pu             | Pl             | Pu             | Pl            | Pu            | Pl            | Pu            | Pl          | Pu          | Pl          | Pu          | Pl               | Pu               | Pl               | Pu               | Pl                  | Pu                  | Pl                  | Pu                  |
| ------- | -------------- | -------------- | -------------- | -------------- | -------------- | -------------- | -------------- | -------------- | ------------- | ------------- | ------------- | ------------- | ----------- | ----------- | ----------- | ----------- | ---------------- | ---------------- | ---------------- | ---------------- | ------------------- | ------------------- | ------------------- | ------------------- |
| 2017/18 |                |                |                |                | /              | /              | /              | /              |               |               |               |               |             |             |             |             | 13.              | 146              |                  |                  |                     |                     |                     |                     |
| 2018/19 |                |                |                |                | /              | /              | /              | /              |               |               |               |               |             |             |             |             | 13.              | 122              | 6.               | 155              |                     |                     |                     |                     |
| 2019/20 |                |                |                |                | /              | /              | /              | /              |               |               |               |               |             |             |             |             | 8.               | 207              | 2.               | 441              | 31.                 | 36                  |                     |                     |
| 2020/21 | 39.            | 052            |                |                | /              | /              | /              | /              | –             | –             | –             | –             | 40.         | 059         |             |             | /                | /                | /                | /                |                     |                     |                     |                     |
| 2021/22 | 26.            | 129            |                |                |                |                |                |                | 18.           |               |               |               | 35.         | 120         | /           | /           | /                | /                | /                | /                | /                   | /                   | /                   | /                   |
| 2022/23 | 29.            | 085            | 02.            | 915            | 29.            | 085            | 03.            | 660            |               |               | 01.           | 255           | 22.         | 164         | 01.         | 285         | /                | /                | /                | /                | /                   | /                   | /                   | /                   |
| 2023/24 | /              | /              | 04.            | 859            | /              | /              | 04.            | 574            | /             | /             | 01.           | 285           | /           | /           | /           | /           | /                | /                | /                | /                | /                   | /                   | /                   | /                   |

### Weltcupsiege
Doppelsitzer (Frauen)
| Nr. | Datum         | Ort            | Bahn                                          |
| --- | ------------- | -------------- | --------------------------------------------- |
| 1.  | 3. Dez. 2022  | Innsbruck-Igls | Olympia Eiskanal Igls                         |
| 2.  | 4. Dez. 2022  | Innsbruck-Igls | Olympia Eiskanal Igls (Sprint)                |
| 3.  | 17. Dez. 2022 | Park City      | Bobbahn Park City (Sprint)                    |
| 4.  | 25. Feb. 2023 | Winterberg     | Bobbahn Winterberg                            |
| 5.  | 8. Dez. 2023  | Lake Placid    | Olympia-Bobbahn Mount Van Hoevenberg          |
| 6.  | 9. Dez. 2023  | Lake Placid    | Olympia-Bobbahn Mount Van Hoevenberg (Sprint) |
| 7.  | 18. Feb. 2024 | Oberhof        | Rennrodelbahn Oberhof (Sprint)                |

Teamstaffel
| Nr. | Datum         | Ort            | Bahn                  |
| --- | ------------- | -------------- | --------------------- |
| 1.  | 14. Jan. 2024 | Innsbruck-Igls | Olympia Eiskanal Igls |

## Einzelbelege
1. ↑  https://www.fil-luge.org/de/news/medaillenkandidatin-selina-egle-muss-bei-jugendspielen-passen. Abgerufen am 15. Januar 2021.
2. ↑  Olympic Team Austria: Auf Mamas Spuren - YOG Lausanne 2020 auf YouTube, 8. Januar 2020, abgerufen am 25. Februar 2024 (Laufzeit: 1:19 min).
3. ↑  Österreichisches Olympisches Comité: Auf Krücken Daumen drücken. Abgerufen am 15. Januar 2021.
4. ↑  ÖRV-Asse rocken Königssee • sportszene.tirol. In: sportszene.tirol. 3. Januar 2021, abgerufen am 15. Januar 2021 (deutsch).
5. ↑  Athletes on Air – Selina Egle, Förderverein Nachwuchsleistungssport Tirol. Abgerufen am 2. April 2022.
6. ↑  Egle/Kipp gewinnen bei Premiere in Innsbruck. In: ORF. 3. Dezember 2022, abgerufen am 12. Dezember 2022.

| Personendaten    | Personendaten                |
| ---------------- | ---------------------------- |
| NAME             | Egle, Selina                 |
| KURZBESCHREIBUNG | österreichische Rennrodlerin |
| GEBURTSDATUM     | 15. Januar 2003              |